# Calímaco de Afidna
Calímaco de Afidna (em grego:  Καλλίμαχος Kallímakhos), foi um Polemarco ateniense (Século V a.C.) durante a Batalha de Maratona que ocorreu em 490 a.C. De acordo com Heródoto ele era de Ática, domo de Afidna.

## Batalha de Maratona
Como Polemarco, Calímaco tinha direito a voto nos assuntos militares junto com os 10 estrategos, incluíndo Milcíades. Milcíades convenceu Calímaco a votar a favor de uma batalha quando os estrategos estavam divididos igualmente sobre o assunto.
Durante a batalha, como Polermarco, Calímaco comandou a ala direita do exército ateniense, como era o costume ateniense na época. As alas direita e esquerda (a ala esquerda comandada pelos plateias) cercaram os persas após uma carga aparentemente suicida pela linha central.
Embora os gregos tenham saído vitoriosos, Calímaco foi morto durante a retirada dos persas enquanto os perseguia até seus navios.
Plutarco, em sua obra: Moralia. As Histórias Paralelas Gregas e Romanas mencionam que Calímaco foi perfurado por tantas lanças que, mesmo morto, continuou em postura ereta.
Havia um costume em Atenas que o pai do homem que teve a morte mais valente em uma batalha deveria pronunciar a oração funerária em público. Então, após a batalha de Maratona, o pai de Calímaco e o pai de Cianegírus discutiram sobre quem de seus filhos era o mais bravo.
Calímaco foi retratado entre os deuses e heróis atenienses nas pinturas das paredes da Stoa Poikile. Os atenienses ergueram uma estátua em homenagem a Callimachus, a "Nike de Calímaco".
De acordo com algumas fontes, antes da batalha, Calímaco prometeu que se os gregos vencessem, ele sacrificaria a Artemis Agrotera tantas cabras quanto o número de persas mortos no campo de batalha. Os atenienses mantiveram sua promessa, em espírito, e a cada ano sacrificavam 500 cabras, porque não tinham cabras suficientes para cada persa morto na batalha (6.400).